# Tríade de Cushing
A tríade de Cushing se relaciona a hipertensão intracraniana grave.
É composta por:
- Hipertensão arterial sistêmica (níveis pressóricos elevados)
- Bradicardia (baixa frequência cardíaca)
- Alterações do ritmo respiratório (padrão respiratório irregular)

## Significância
A sua identificação é importante na medicina de urgência, já que a tríade sugere uma isquemia severa no cérebro. A tríade de Cushing está presente em menos de 25% dos pacientes com elevada pressão intracraniana, mesmo em casos de pressão intracraniana superior a 30 mmHg (maior que 15 mmHg já é considerada anormal).

## Epônimo
Recebeu o nome do neurocirurgião americano Harvey Williams Cushing (1869-1939).